# Terrier tibetano
Terrier tibetano[Nota] é uma raça canina oriunda da região do Tibete. Estes eram cães sagrados na China, considerados talismãs da felicidade e da prosperidade em algumas aldeias do Tibete. Ao imperador, alguns machos foram dados como presente, bem como para chefes de aldeias durante o trajeto do tributo entre Portala e a Grande China. Com o medo de que fossem extintos, estes animais foram cruzados com a única raça tibetana de mesmo porte: os spaniels do Tibete. Levados ao interior dos vales, cães ainda menores desenvolveram-se para gerar os conhecidos lhasa apsos. Fisicamente podem chegar a pesar 14 kg e medir 41 cm.